# Nantucket Whaling Museum
Pour les articles homonymes, voir Nantucket (homonymie).
Le Nantucket Whaling Museum (en français le « musée de la chasse à la baleine de Nantucket ») est un musée situé à Nantucket dans le Massachusetts et consacré à l'histoire de la chasse à la baleine. Il est géré par la Nantucket Historical Association.

## Historique
Le bâtiment qui abrite actuellement le musée est à l'origine une fabrique de bougies, construit par la famille Mitchell peu après le grand incendie de Nantucket de 1846. Deux ans plus tard, il est acheté par des hommes d'affaires locaux, William Hadwen et Nathaniel Barney, qui continuent à l'utiliser dans la fabrication de bougies. Après le déclin de la chasse à la baleine dans le milieu des années 1800, le bâtiment est transformé en entrepôt en 1860 avant d'être reconverti en bureaux pour la New England Steamship Company dans les années 1870. En 1919, le bâtiment est de nouveau utilisé pour le stockage et abrite aussi une boutique d'antiquités. En 1929 le musée est créé, puis entièrement rénové en 2005. En 2008, le musée est accrédité par la American Alliance of Museums.

## Expositions
Le musée abrite une vaste collection d'objets et de souvenirs autour de la chasse à la baleine, dont des chaloupes, des harpons, et des scrimshaws, mais la pièce maîtresse est le squelette complet d'un grand cachalot mâle de 14 mètres, exposé suspendu au plafond. Fidèle à sa vocation première de fabrique de bougies, le musée a aussi des expositions sur ce commerce. La presse à poutre exposée (utilisée pour extraire l'huile du spermaceti et fabriquer des bougies) est la seule dans le monde restée à son emplacement d'origine.
D'autres expositions comprennent une lentille de Fresnel de 1849 utilisée dans le phare de Sankaty Head et le mécanisme restauré de l'horloge de la ville de Nantucket datant de 1881.